# Anilios fossor
Anilios fossor — вид змій родини сліпунів (Typhlopidae). Ендемік Австралії. Описаний у 2015 році.

## Поширення і екологія
Anilios fossor відомі з типової місцевості, розташованої в природному парку Рубі-Гет на Північній Території, в долині річки Хейл, на висоті 500 м над рівнем моря. Вони живуть в рідколіссях Eucalyptus camaldulensis, що ростуть на суглинках.